# Sultanat Gornji Aulaki
Sultanat Gornji Aulaki (arapski: سلطنة العوالق العليا = Salṭanat al-Awālaq al-Ulyā) bio je vazalna feudalna država Britanskog Carstva koja je postojala od 1890. do 1967. godine na jugu Arapskog poluotoka istočno od luke Aden. Danas je teritorij ovog bivšeg sultanata dio jemenske muhafaze Šabve.
Glavni grad ovog sultanata bio je Nisab.

## Povijest
Sultanat Donji Aulaki odvojio se od Šeikata Gornji Aulaki i Sultanata Gornji Aulaki još u 18. stoljeću. 
Sultanat Gornji Aulaki je potpisao ugovor o zaštiti s Britanijom 1890. godine i postao dio Protektorata Aden 1890. Sultanat Gornji Aulaki je 1960-ih bio jedan od utemeljitelja novosvorene britanske kolonijalne tvorevine Federacije Arapskih Emirata Juga, te potom od lipnja 1964. i Južnoarapske Federacije.
Posljednji sultan ove feudalne države bio je Awad Salih ibn Al Awlaqi, on je razvlašćen 29. studenog 1967. kad je ukinut Sultanat Gornji Aulaki, te osnovana Narodna Republika Južni Jemen, koja se ujedinila s Sjevernim Jemenom 22. svibnja 1990. u današnju državu Republiku Jemen.

## Sultani Sultanata Gornji Aulaki
- Munassar,- .... - ....
- Farid ibn Munassar, .... - ....
- Abd Allah ibn Farid, .... - 1862.
- Awad ibn `Abd Allah, 1862. - rujan 1879.
- Abd Allah ibn `Awad, 1879. – 11. prosinac 1887.
- Salih ibn `Abd Allah, prosinac 1887. – 1935.
- Awad ibn Salih Al Awlaqi, 1935. – 29. studeni 1967.[1]

## Poveznice
- Protektorat Aden
- Kolonija Aden
- Federacija Arapskih Emirata Juga
- Južnoarapska Federacija